# Cóbreces
Cóbreces es una localidad del municipio de Alfoz de Lloredo (Cantabria, España). En el año 2014 contaba con una población de 569 habitantes (según el INE), distribuida en los barrios de Santana, Rivero, Quintanilla, Quintana, Los Corrales, El Pino, Somavia, San Roque y Luaña. Se encuentra a 3 kilómetros de Novales, la capital municipal. 
Se celebran en esta localidad las fiestas de Santa Ana (26 de julio), San Pedrucu (1 de agosto) y San Roque (16 de agosto) en las que danzan los picayos. Además, el último sábado de agosto se celebra la peregrinación a la ermita de Virgen de la Peña, que dista 18 km, y que supone un festivo paseo atravesando montes y valles en cumplimiento de una promesa que hizo el pueblo de Cóbreces para que la Virgen les librara de una epidemia. También a finales de Agosto se celebra el festival LUAÑA ROCK, un festival histórico en la escena punk/rock. Por Cóbreces pasa el Camino de Santiago de la Costa y la regata de La Conchuga, siendo el nombre del arroyo que separa al municipio de Alfoz de Lloredo con el vecino de Ruiloba y que va a dar a la playa de Luaña, única del municipio. Esta playa de Luaña o de Cóbreces es de arena fina y mide unos 300 metros de ancho en bajamar, y 70 metros de ancho en pleamar. También es famoso el queso de Cóbreces que elaboran los monjes cistercienses con leche de vaca.
En la Edad Media, Cóbreces perteneció al señorío de los Nueve Valles de Asturias de Santillana que se había originado como una tenencia, luego pasaría a ser una behetría para convertirse en un pequeño señorío litigado por varios linajes — originando el Pleito de los Nueve Valles — aunque por petición de sus hidalgos naturales consiguiera ser nombrado «Villa de Realengo» en 1581 y posteriormente como tal pasaría a conformar en 1585 a la provincia de los Nueve Valles y luego por unión de otros territorios a la nominal provincia de Cantabria que se constituyó el 28 de julio de 1778, perteneciendo de esta forma al ayuntamiento de Ruiloba y al partido judicial de San Vicente de la Barquera. Entre 1785 y 1833 formó parte de la intendencia de Burgos, y en épocas contemporáneas dicha provincia cántabra pasaría a ser una comunidad autónoma, luego de la Ley Orgánica del Estatuto de Autonomía de Cantabria que se aprobaría el 30 de diciembre de 1981.

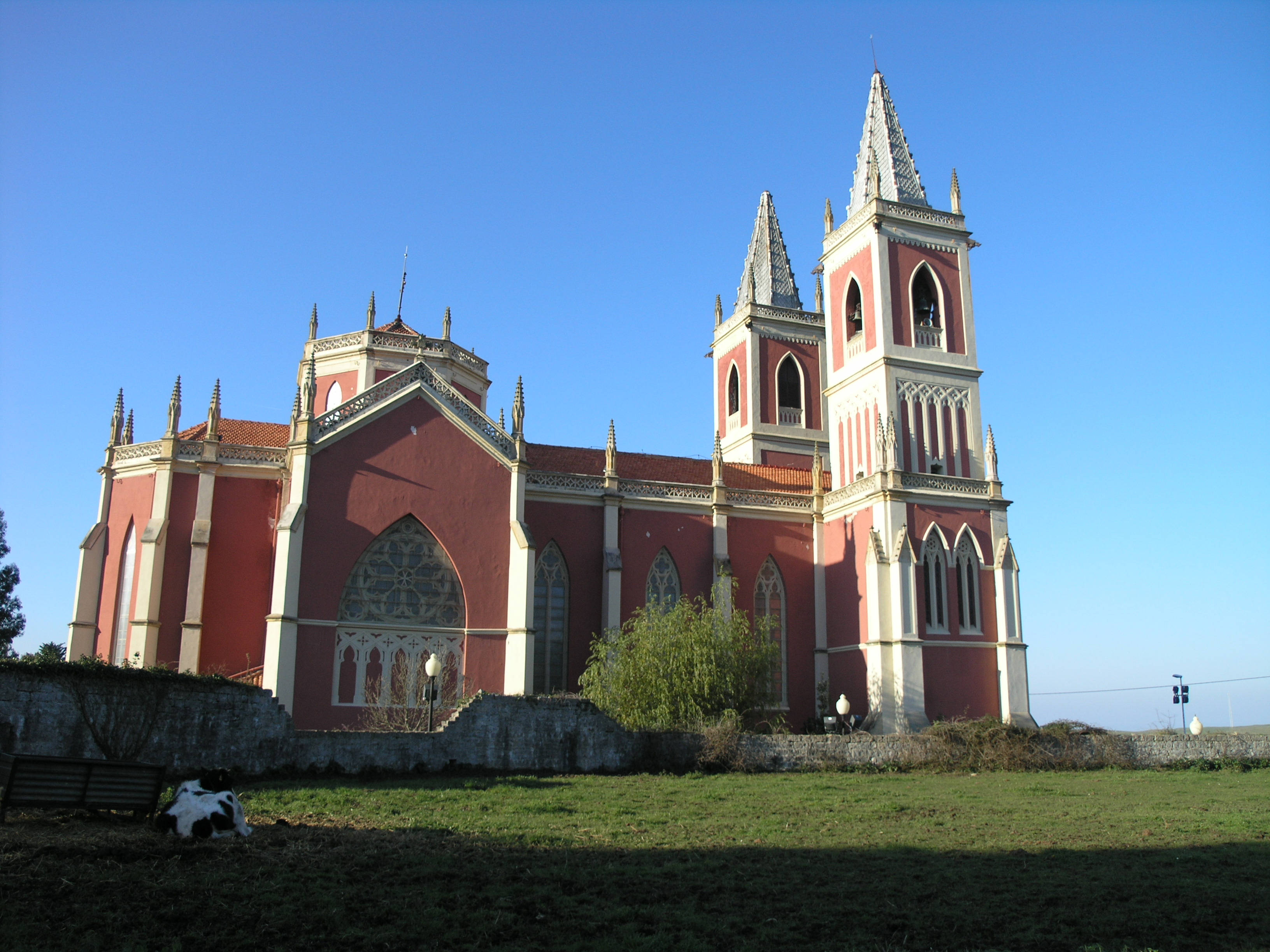
Iglesia parroquial de San Pedro Ad vincula (erigida por la fundación Pedro José de Villegas).

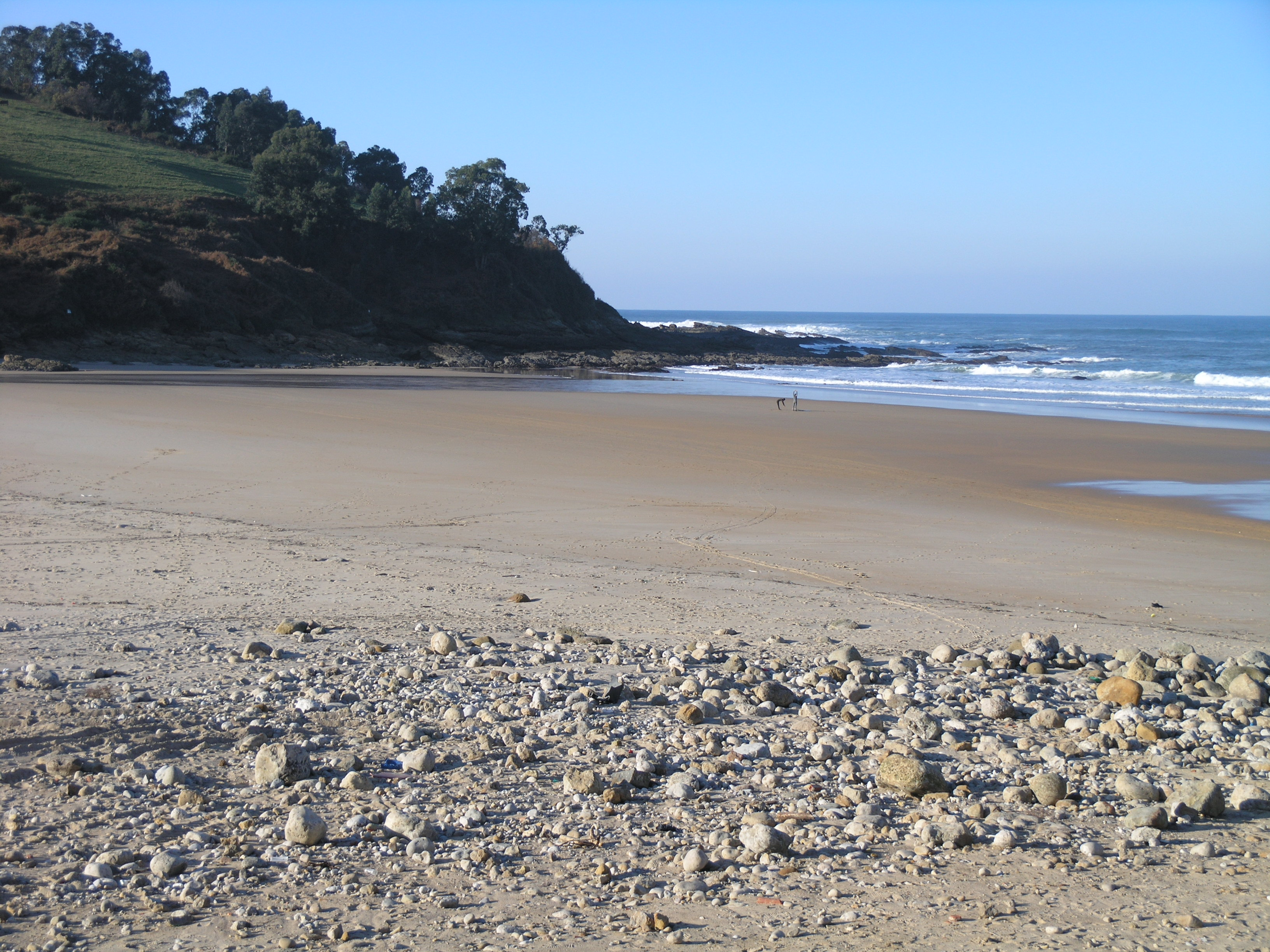
Playa de Luaña (Cóbreces) y el arroyo de La Conchuga (al fondo de la imagen).

## Toponimia
El nombre Cóbreces se cree que deriva del celta, y de datación escrita desde 1025, como Chaoprices, Caoprices, Kaobreces, Kaopreces, Cofreses o Cófreces.

## Historia

### Orígenes
El primer origen del poblado fue el monasterio de San Félix que databa del 16 de mayo de 943 —según antiguo documento— y con el tiempo se asentaría la villa de Cóbreces en cuyo término se incluiría a las tierras circundantes del poblado que sirviesen para la subsistencia de sus habitantes.
En el año 1025 está documentada una donación al «monasterio de Santa Juliana» de parte de un antiguo cofrecino llamado Pedro Brauliez —hijo de Braulio y Godina, además de hermano de Munio y Asur— de sus heredades junto a su criada Gotina y sus hijos —Fanni o Estefanía y Álvaro— con su peculio. Sus hermanos también poseían heredades en dicha villa. Otro poblador que tendría casas aquí era Vela Díaz.
En el año 1113 el monasterio, que era propiedad de Pelayo Godestioz y su esposa Mayor, fue donado por su dueño al de Santa Juliana, lo que provocaría ser abandonado con posterioridad a esa fecha, y por consiguiente el poblado. Años después sería transformado en la iglesia San Felices de Mies por la familia de Lara hacia 1122.

### Señorío
El lugar abandonado del Monasterio de San Félix se fue repoblando y desarrollando gracias a la tenencia de la Casa de Lara que estableció casa solariega y pobló de colonos, y cuyo refundador fue el conde Rodrigo González de Lara, tenente de las Asturias de Santillana.

La Corona de Castilla con el Principado de Asturias que incluye a la merindad de Asturias de Santillana, en tiempos del señor Rodrigo I de Villegas.

Con el trascurrir del tiempo recaería el señorío de Cóbreces y Toñanes en la Casa de Cevallos de Buelna con Gutierre Díaz de Cevallos y poco después, en la Casa de la Vega con los señores Garcilaso I de la Vega, su hija menor Elvira a quien su medio hermano y tutor Garcilaso II de la Vega se lo comprara, figurando nominalmente herederos su hijo Garci Lasso Ruiz de la Vega y su nieta Leonor, aunque nunca ejercieran verdadero señorío en el alfoz.
Posteriormente lo poseyó definitivamente como heredad la Casa de Villegas en donde liderara el futuro merino desde 1353 y adelantado mayor de Castilla desde 1354, Pedro Ruiz II de Villegas, señor de Moñux, Caracena y otros feudos —también había sido mayordomo mayor de Tello Alfonso de Castilla hacia 1352— y que enlazado con la infanzona Teresa González de la Vega —hija legítima y única heredera de Gonzalo Ruiz de la Vega— vendieran en 1351 el señorío de los Nueve Valles de Asturias de Santillana al tío de aquella, Garcilaso II de la Vega —lo mismo hizo su hermano Sancho Ruiz de Villegas "Portín" (Burgos, ca. 1305 - Sevilla, 29 de mayo de 1358), señor de Villamorón y merino de Asturias de Santillana desde 1351 que le vendiera Villasevil y Corvera— conservando Cóbreces para su linaje y recayendo como herencia en su hijo Ruy Pérez II de Villegas quien sería el primer señor de Cóbreces y el futuro merino mayor de Castilla, y sus sucesores.
La iglesia de San Felices fue mandada a reconstruir alrededor de 1440, por el hijo primogénito del anterior —el II señor de Cóbreces Rodrigo I de Villegas, enlazado tardíamente con la muy joven Leonor Calderón de Guevara hacia 1432— con un estilo renacentista-gótico, conservando aún hoy la espadaña románica y la puerta gótica medievales originales, y quien se asentaría definitivamente en la villa ya que su padre lo hiciera en forma esporádica.

Merindad de Asturias de Santillana y otras, dentro de las actuales fronteras cántabras.

El 7 de abril de 1574, el VII señor Rodrigo III de Villegas —un hijo del VI señor Pedro Díaz I de Villegas y tataranieto de aquel— sería nombrado merino de las Asturias de Santillana.
El décimo señor de Cóbreces Juan de Villegas III Cevallos y Quevedo —un primo del precedente— perdería definitivamente su señorío en 1581 a raíz del pleito de los Nueve Valles de las Asturias de Santillana, transformándose así en una Villa de Realengo, pudiendo elegir libremente a sus alcaldes o corregidores.
Este último solamente conservaría el señorío de la Casa de Villegas en Cóbreces, considerándose el lugar del linaje mayor de la Casa de Villegas cuya leyenda es "Villegas por más Valer, o Morir o Vencer" pero quedando inscripta en el actual «Palacio de Villegas» de Cóbreces de la siguiente manera: 

"Soy la Casa de Villegas que hasta la mar atalayo (desde Villegas en Peña de Amaya, Burgos) y que tengo mis blasones más antiguos que Pelayo."

Con lo anteriormente citado y al trascurrir del tiempo, se fundaría debate, surgiendo el «Pleito de los Halcones y las preeminencias» entre los descendientes de Rodrigo I de Villegas oriundos de Cóbreces y los de Acereda, seguido por otro entre la descendencia de la línea segundona de los Ruiz de Villegas de Villasevil, cuyo mayorazgo fue fundado en 1433 por el hidalgo segundogénito de mayor protagonismo en Cantabria, llamado Sancho I Ruiz de Villegas,  capitán de las guardias del rey Juan II de Castilla, caballero de la Orden de Santiago, señor de Villasevil, Acereda y Castillo Pedroso, y gobernador de las fronteras de Alcaraz, y de la cual se desprendería la nueva casa de los Ruiz de Villegas de Castillo Pedroso originada del hijo segundogénito del anterior y nuevo mayorazgo —el señor Diego de Villegas— siendo sus descendientes los que en el siglo XVII harían surgir el «Pleito Original de la Casa», entre estos y los surgidos a partir del primogénito Pedro Ruiz de Villegas «el de Villasevil» —quien en 1497 organizara la boda en la iglesia de Santa Cecilia entre los príncipes Juan de Aragón y Castilla y Margarita de Austria y Borgoña— cuya sentencia en 1621, ejecutoriada por el escribano Cristóbal Lasso Vaca —de la Cámara de la Real Chancillería de Valladolid— fuera que la línea mayor era la de Cóbreces.
El caballero de la Orden de Santiago desde 1633, Fernando de Villegas y Gómez-Bueno (n. Montilla de Córdoba, ca. 1610) —cuyo abuelo Diego de Villegas (n. Villasevil, ca. 1540) fundara mayorazgo en Entrambasmestas, además de ser descendiente directo del merino mayor Ruy Pérez II de Villegas, primer señor de Cóbreces— recibiría el título de I marqués y señor de Paradas, definitivamente el 20 de enero de 1676 (señorío perdido por sus descendientes en 1830, aunque conservando el título nobiliario).

### Villa de Realengo
A raíz del Pleito de los Nueve Valles de Cantabria, o bien de Asturias de Santillana, que por sentencia favorable de 1568 los campesinos lograran la emancipación del dominio feudal, fue de esta manera que se convirtiera Cóbreces en una «Villa de Realengo» pero que se haría efectiva en el año 1581, ya que los señores de dichos valles —Villegas, Ruiz de Villegas, Cevallos, de la Vega, Mendoza, Castañeda, entre otros— se resistieran a tal sentencia.
En el año 1583, numerosos cofrecinos están documentados en las pesquerías de Irlanda, al igual que otros oriundos de Comillas —desde donde zarpaban las embarcaciones de tradición ballenera hacia aquellos mares— y también de Novales.
En junio de 1692 una fragata francesa de 36 cañones que había sido rechazada en Comillas, se refugiaría en la playa cofrecina de Luaña, si bien sus tripulantes desembarcaron en la misma, fueron repelidos por los pocos habitantes que la poblaban en ese entonces y consecuentemente tocarían las campanas de la iglesia de Cóbreces, también de la vecina Ruiloba, por lo cual familias enteras serían acogidas en la ermita de Santa Ana, erigida en el siglo XVI por Antonio de Villegas quien a su vez fuera bisnieto del III señor de Cóbreces, Rodrigo II de Villegas "el Lujurioso".
Al año siguiente, en 1693, por una fuerte caída de la economía local, muchos habitantes se vieron obligados a migrar. Entre los años 1847 y 1850, Cóbreces contaba con 300 habitantes.
A finales del siglo XIX y principios del XX, la localidad conseguiría su máximo desarrollo gracias a las fundaciones religioso-culturales promovidas por las familias Villegas y Quirós, como también la fábrica instalada por estos últimos.

## Descendencia ilustre de cofrecinos en América

Virreinato del Río de la Plata.

Aquí también nació el hidalgo Francisco de Villegas y López Quevedo el 24 de marzo de 1730 quien fuera procurador de Cóbreces alrededor del año 1753 y que pasaría a la gobernación del Río de la Plata del Virreinato del Perú en 1755, instalándose en Buenos Aires para unirse en matrimonio en la iglesia San Nicolás de Bari el 27 de abril de 1757 con la infanzona María Mercedes Fernández Machado de Melo y Manzanares Maciel (n. Buenos Aires, 27 de octubre de 1733), y quienes tuvieran once hijos de los cuales solo tres se destacaran durante los gobiernos del Virreinato del Río de la Plata y de la Capitanía General de Chile, además de haber contribuido a la organización de las repúblicas neoformadas, siendo estos el doctor Hipólito Francisco de Villegas (n. ib., 1761), el fray Manuel Buenaventura de Villegas (n. íb., 1767) y el doctor Miguel Mariano de Villegas (n. ib., 1771).

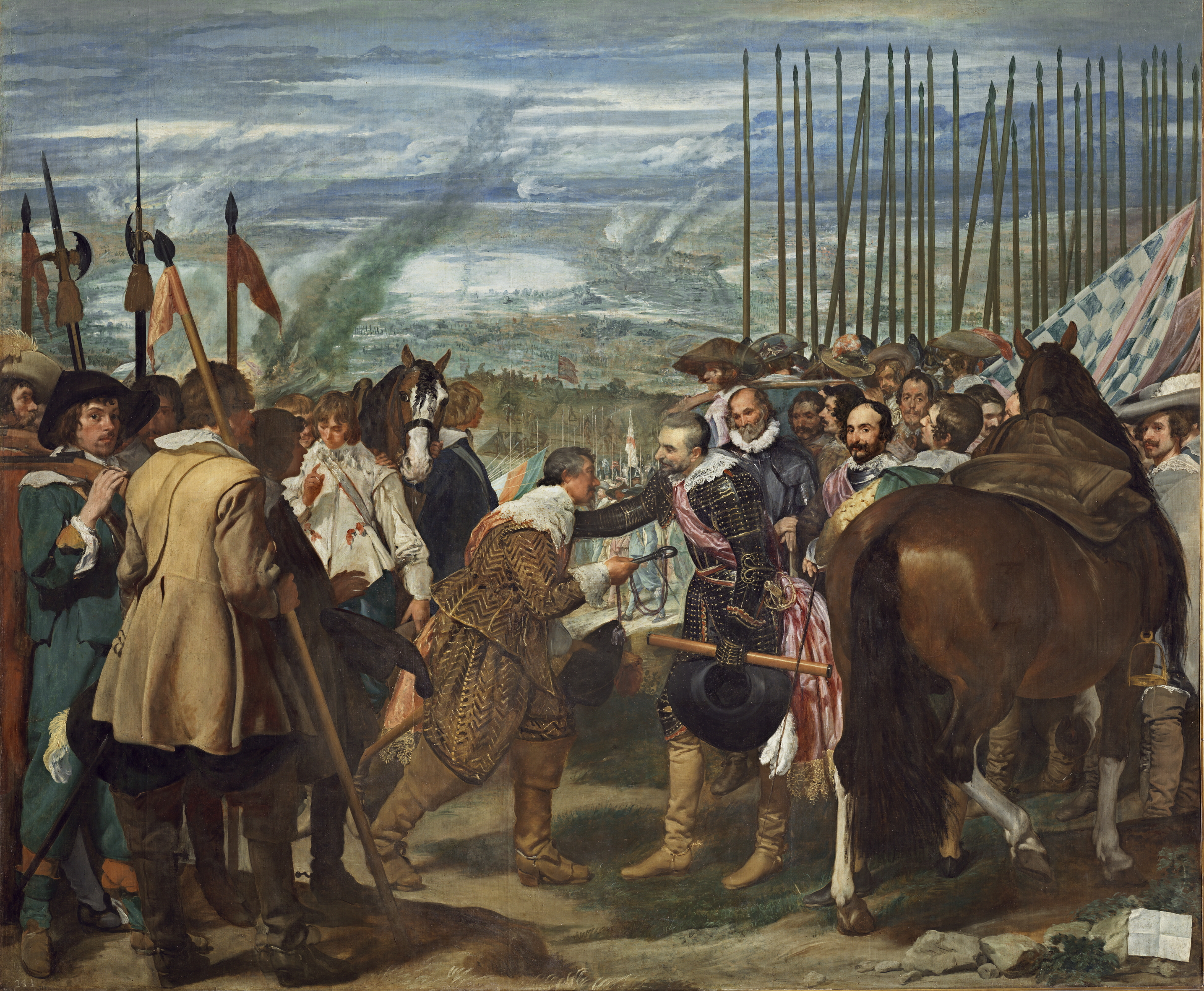
El comandante de los tercios españoles Ambrosio Spínola en La rendición de Breda (óleo de Velázquez).

El procurador Francisco de Villegas era hermano de María y de José de Villegas y López Quevedo —el padre de José de Villegas y Gómez de Arce, contador de la Real Armada Española enviado al virreinato rioplatense y juez de paz uruguayo de El Tala desde 1840, y por tanto, el bisabuelo del general argentino-uruguayo Conrado Villegas— quienes fueran hijos del abogado Francisco de Villegas y Gómez de Arce (n. Cóbreces, ca. 1700) y de Josefa López Quevedo (n. ca. 1710), además de nieto del segundogénito Juan de Villegas Barreda (n. ib., ca. 1670), enlazado con Justa Gómez de Arce, quien sirviera a su majestad en el tercio de los españoles y en la compañía del maestre de campo Bernabé Alonso de Aguilar y que participara junto a su familia, como ser su hermano y futuro mayorazgo Pedro de Villegas Barreda, su hermano menor Baltasar de Villegas Barreda y su padre, el XIII señor de la Casa de Villegas en Cóbreces, Rodrigo de Villegas V Tagle y de la Torre (n. Comillas, 1626), en el rebato de Santander sirviendo a su costa con caballos y armas.

## Patrimonio arquitectónico

### Iglesia de San Pedro Ad vincula

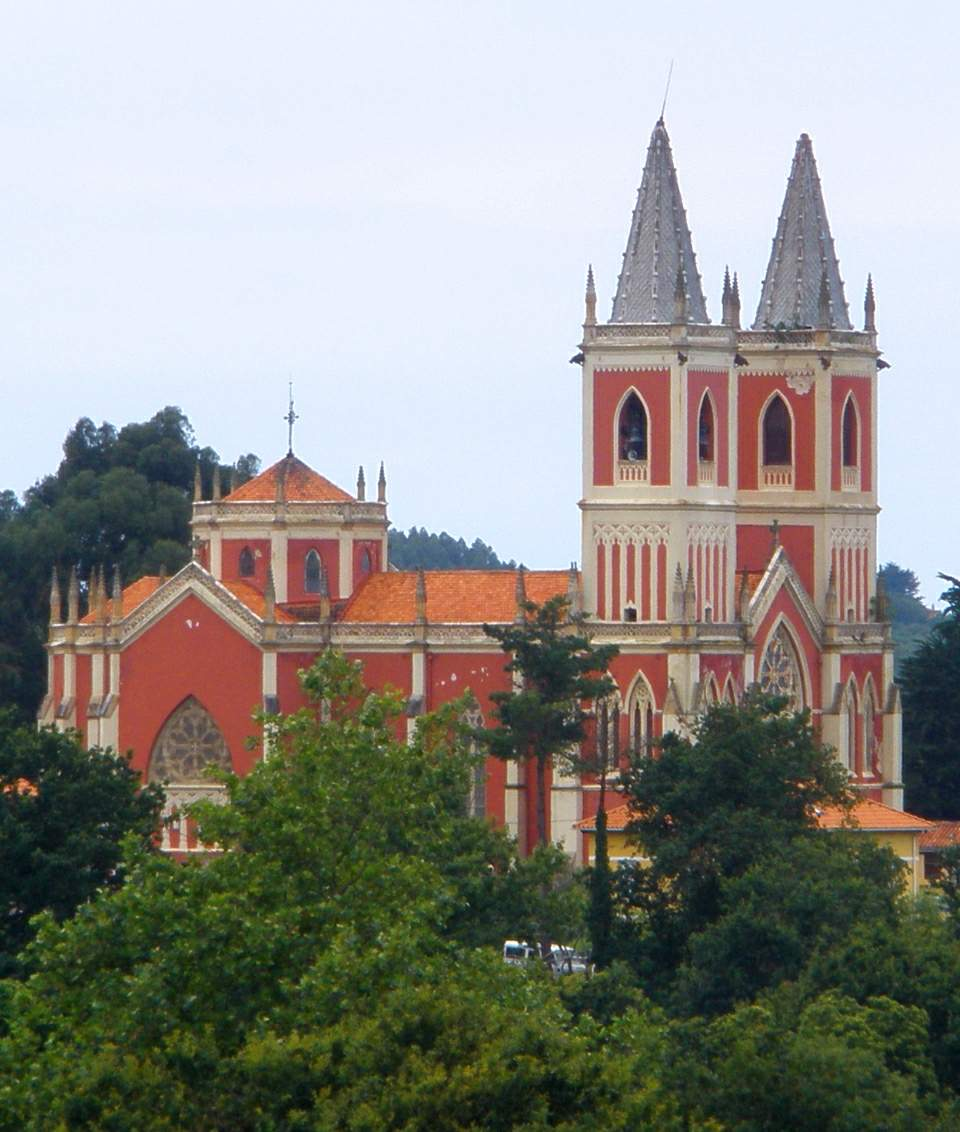
Iglesia de San Pedro Ad vincula (financiada por Pedro José de Villegas).

Iglesia parroquial de la localidad, de estilo neogótico afrancesado según el proyecto de Emilio de la Torriente y Aguirre, se comenzó su construcción el 8 de septiembre de 1891 y se terminaría en 1894, aunque su inauguración fuera el 18 de abril de 1897.
Presenta planta de cruz latina con dos torres en la fachada, bóvedas de crucería, ábside semicircular abierto al exterior por estilizados ventanales y cimborrio octogonal sobre el crucero de color rojo, con vidrieras a modo de linterna que permite muy buena entrada de luz.
En la nave central también hay bellas vidrieras geométricas con arco apuntado, y el coro, a modo de pasadizo entre las dos torres, destaca por su magnífico voladizo artesanal. Está inspirada en modelos del románico normando y obras góticas como la catedral de Erfurt. Fue financiada por la fundación Pedro José de Villegas Ruiz, y construida tras la muerte de este rico empresario, según deseo expresado en testamento.

### Abadía de Santa María de Viaceli

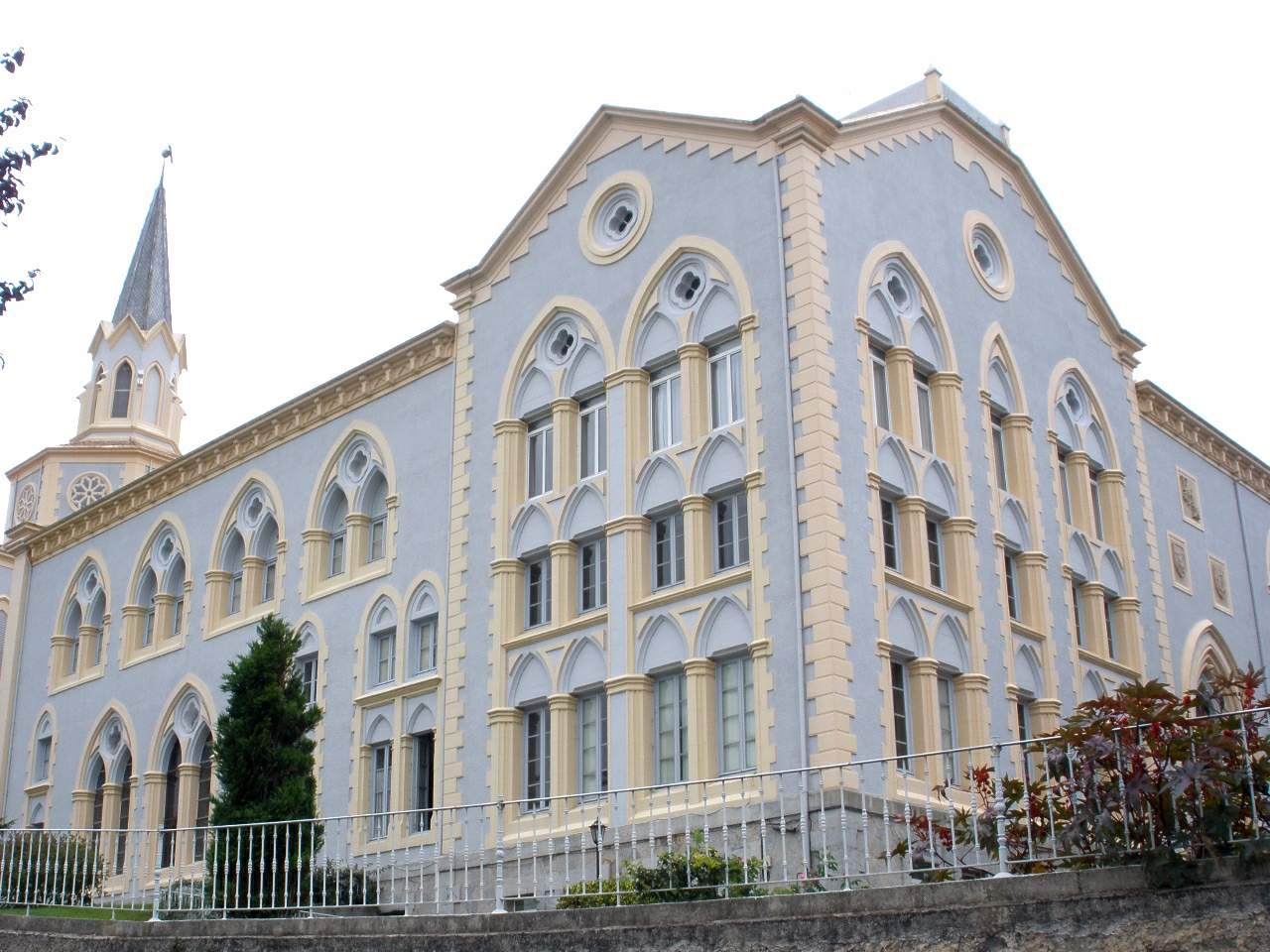
Abadía de Viaceli (fundada por los hermanos Manuel y Antonio de Quirós Pomar).

Originalmente era una abadía cisterciense y actualmente es un monasterio trapense dedicado a Santa María Viaceli. Está erigida en estilo neogótico (1906-1910). Su fundador y primer abad fue el monje Manuel Fléché Rousse.
Se realizó en hormigón armado, primer edificio de España con este material, constituyendo un conjunto arquitectónico de proporciones equilibradas alrededor de un claustro, con una fachada que presenta ventanales ajimezados y arcos apuntados. Junto al claustro se encuentra la iglesia de planta en cruz latina, ábside poligonal y cimborrio octogonal sobre el crucero, rematado con una nave de cuatro tramos con bóvedas de crucería y una aguja con linterna.
Fue fundada y financiado por los hermanos Manuel y Antonio de Quirós Pomar con el compromiso de establecer un monasterio de monjes cistercienses. En el año 1962, la torre original se incendió tras caer en ella un rayo. El monasterio cuenta con una antigua biblioteca de gran valor.

### Palacio de Villegas
Antigua casa-torre convertida en el siglo XVII en una casona montañesa construida por el licenciado Miguel de Villegas —hijo del X señor de Cóbreces, Juan de Villegas III Cevallos y Quevedo y su segundo enlace matrimonial con María Ruiz de la Sierra— cuyo blasón y sepultura se encuentra en la capilla fundada por él mismo en la parroquia de San Felices de Mies, en Cóbreces.
El estilo neogótico de la torre con almenas, semejante al Alcázar de Segovia, fue mandado a construir por el coronel Baldomero de Villegas en recuerdo de su detención en aquel lugar citado. El palacio se encuentra en el actual barrio de Corrales.

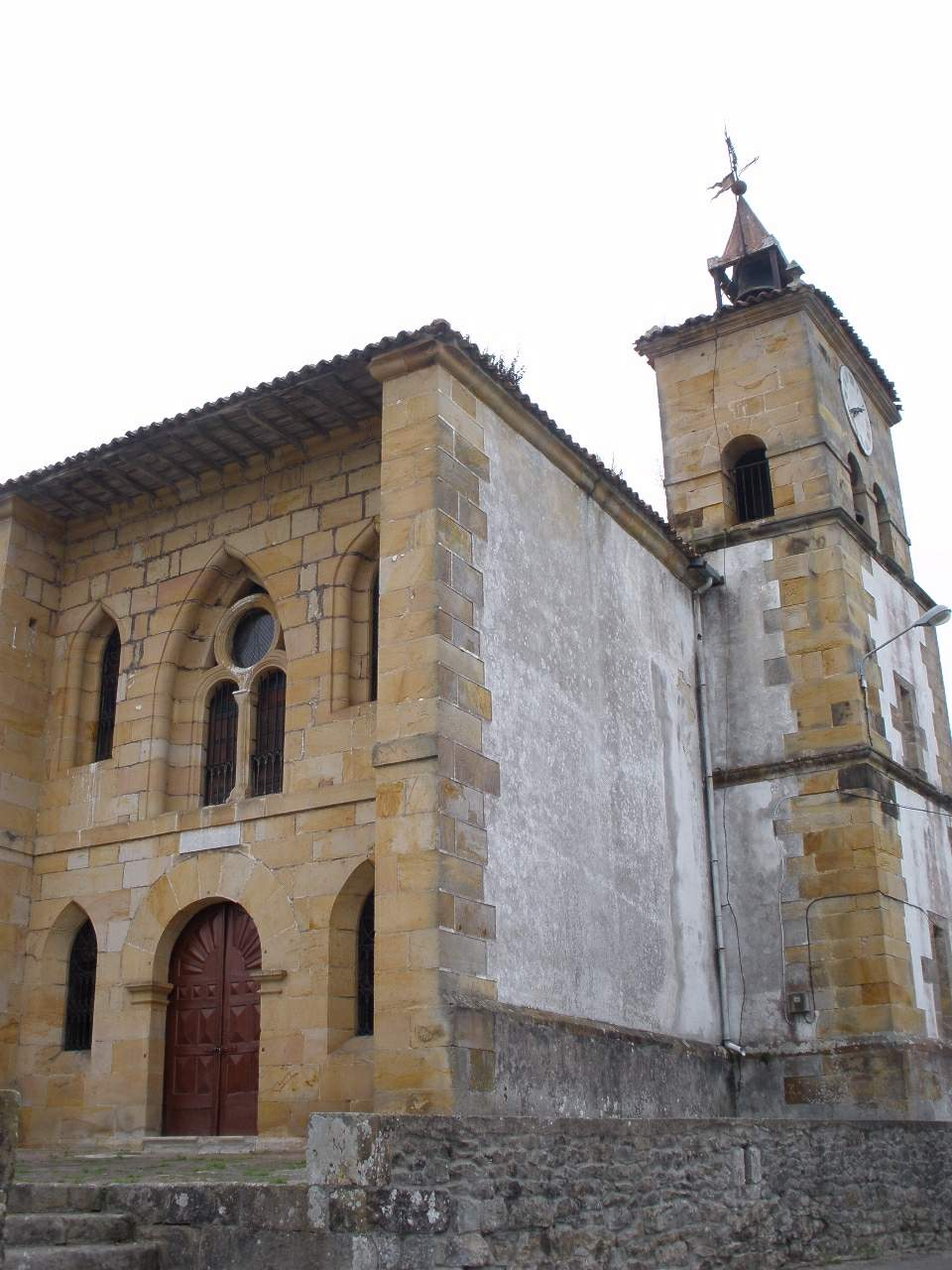
Ermita de Santa Ana (erigida por el hidalgo Antonio de Villegas junto a su casa).

### Ermita de Santa Ana
Ermita construida en el siglo XVI por Antonio de Villegas —hijo de Juan Sánchez de Villegas y bisnieto de Rodrigo II de Villegas el Lujurioso, III señor de Cóbreces, por haber tenido 25 hijos naturales de los cuales solo una era mujer— quien erigiría junto a ella su casa, en la cual colocaría su blasón.
Se trata de una obra en cantería hecha en mampostería, con sillares en los vanos, esquinales y un reloj en la torre, que por reformas posteriores adquiriría una fachada neogótica y un gran ventanal geminado con rosetón. En el interior presenta un gran retablo salomónico del siglo XVIII con imágenes originales y en el centro, san Joaquín, santa Ana, la Virgen niña y el Vía Crucis.
La ermita fue favorecida por la religiosidad y benevolencia de los vecinos de Cóbreces, ya que su patrona es santa Ana y cuya fiesta se celebra el día 26 de julio.

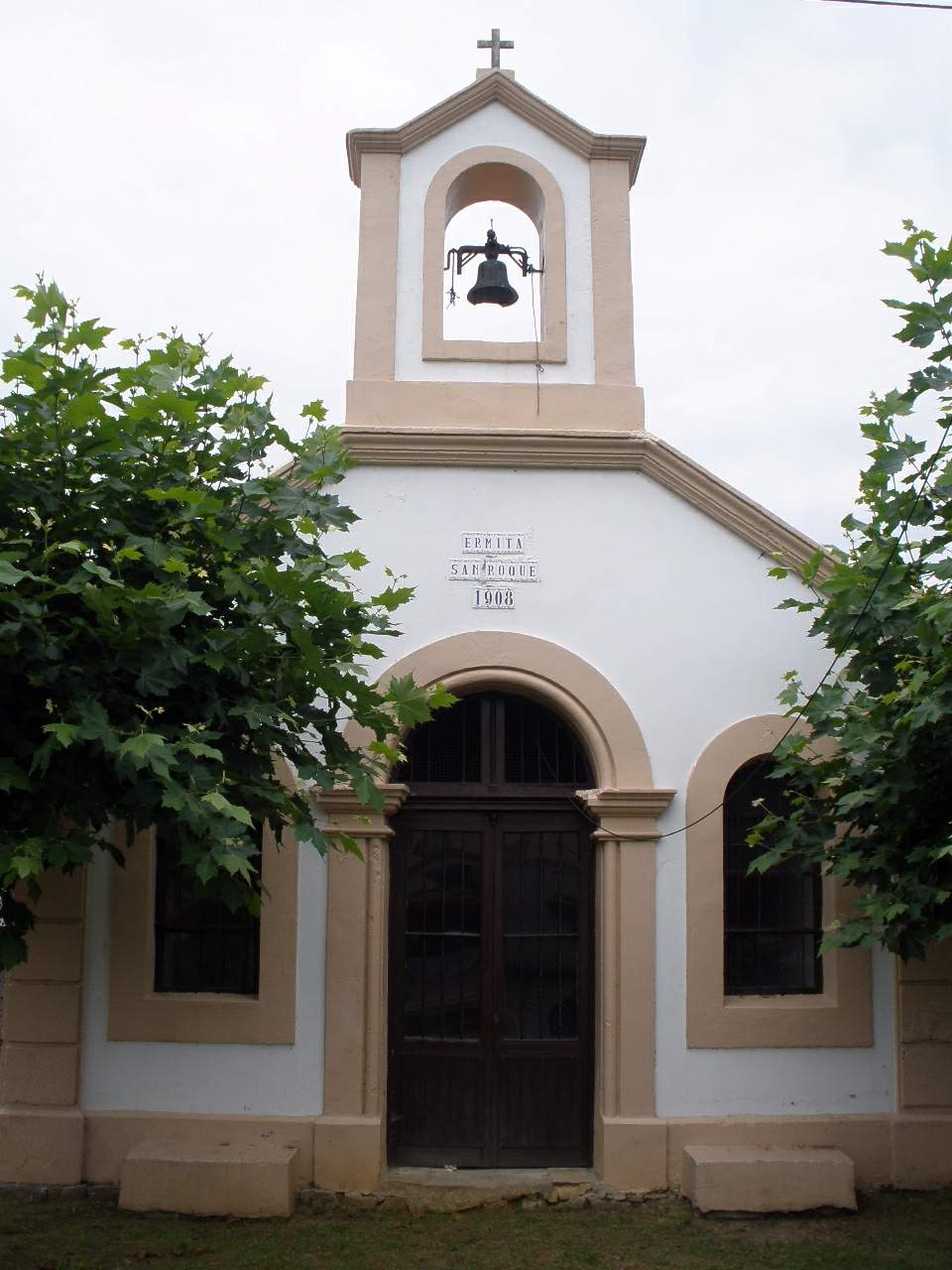
Ermita de San Roque (construida en el y restaurada en 1903).

### Ermita de San Roque
La ermita de San Roque fue erigida en el siglo XVII, y por el año 1770 fue citado el famoso escultor Alejandro Gutiérrez de Bustamante para la tasación de su retablo.
Por el deterioro sufrido debido a su falta de mantenimiento tuvo que ser reconstruida en el año 1903.

### Iglesia de San Felices de Mies
Iglesia reconstruida con un estilo renacentista-gótico hacia 1430 —en el antiguo lugar del monasterio de San Félix (año 943)— por Rodrigo I de Villegas quien se asentara definitivamente en la villa, siendo primogénito y heredero del solar del I señor de Cóbreces, Ruy Pérez II de Villegas, y de su esposa Teresa Díaz de Cevallos de la Casa de Cevallos de las Presillas. Los hijos de Rodrigo con Leonor Calderón de Guevara fueron Rodrigo II de Villegas quien heredó más tarde por mayorazgo, y Juan I de Villegas quien sucediera a su hermano por carecer de hijos legítimos.
Esta iglesia conserva aún hoy la espadaña románica y la puerta gótica medievales originales (de alrededor del año 1122). La única capilla lateral izquierda la originó el ya citado licenciado Miguel de Villegas hacia 1660 presentando leyenda y blasón familiar, además de un epitafio del teniente general Juan José Villegas.
La capilla de la derecha de la nave la fundó Alonso Fernández de Quirós Pomar y del Río Concha Barreda —al mismo tiempo que fundara también la capilla de los Quirós en la iglesia de San Andrés de Santillana, estando enlazado con Elvira Cossío y Velarde, nacida en Toñanes en 1608— también presentando blasón familiar y leyenda.
La otra capilla, ubicada al fondo a la derecha y enfrente de la puerta lateral gótica medieval, la fundó Sancho de Obregón pero el blasón que ostenta es de la familia Rivero en quien recayó la misma.
Su cementerio tiene un Cristo esculpido por el artista Jesús Otero. Aquí hay numerosas referencias de la familia de Villegas, en escudos y lápidas funerarias, que acreditan su fundación y restauración. Esta antigua parroquia de Cóbreces fue abandonada en 1891, conservándose aún su cementerio.

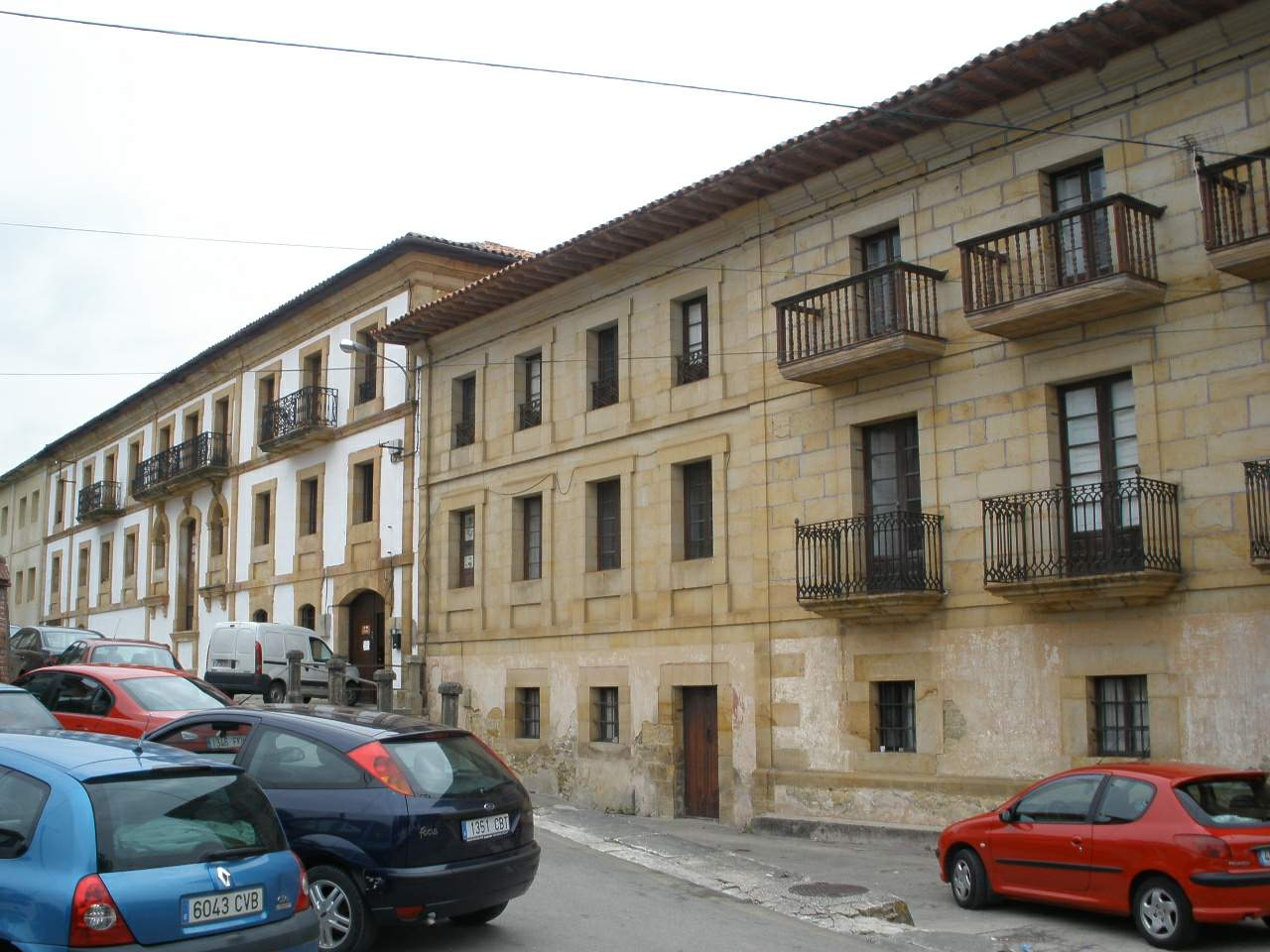
Fundación Villegas y colegio de San José

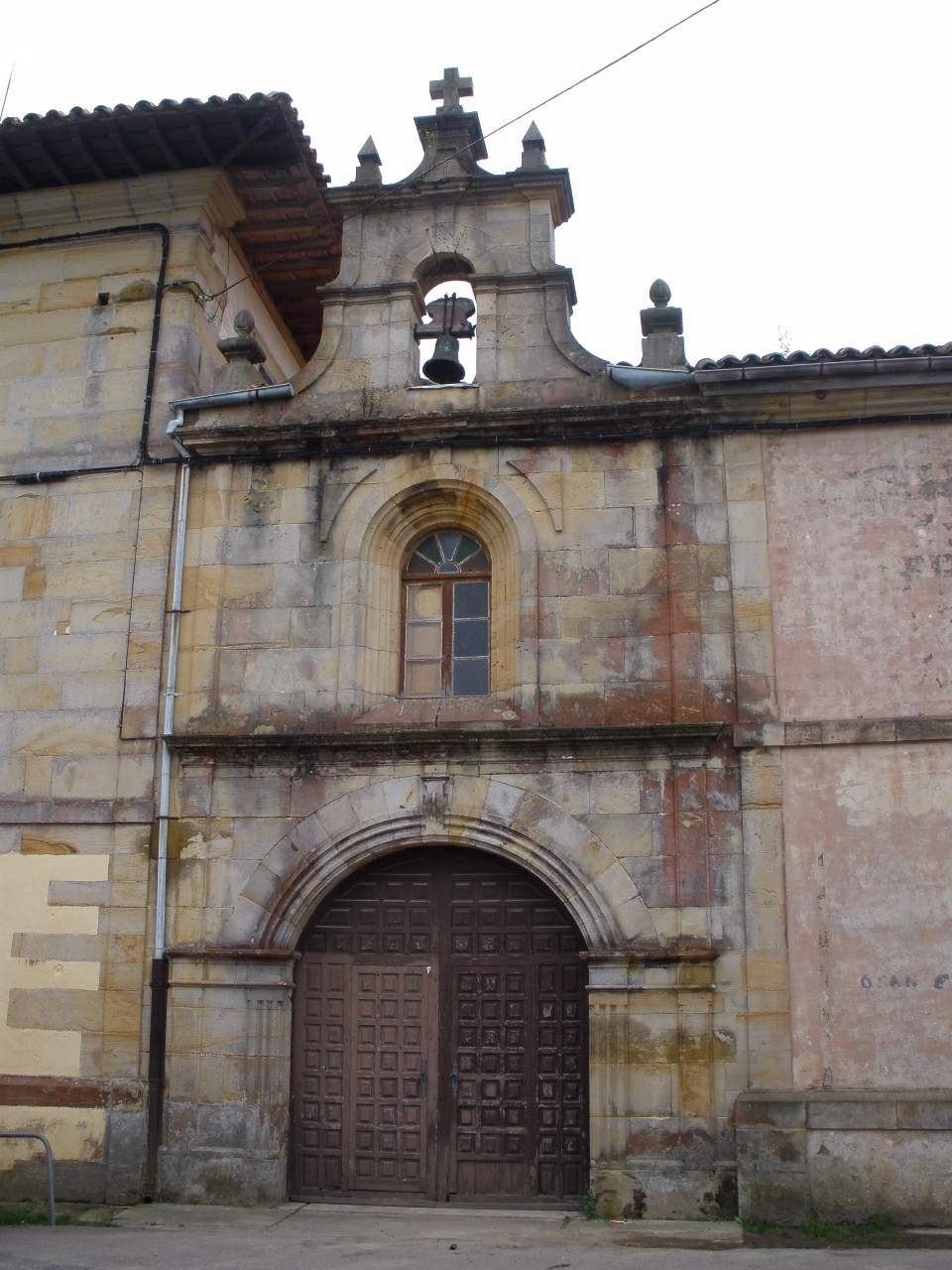
Capilla de San José (del, por Pedro José de Villegas)

### Fundación Villegas y colegio de San José
Complejo urbano ubicado en el barrio de El Pino construido en el siglo XVIII, de planta cuadrada irregular que forma dos edificios con balcones volados. En la segunda altura de la fachada este, entre los dinteles de las ventanas, hay un tetramorfos con una paloma blanca y las figuras de Longinos y Estéfanon, personificados en el sol y la luna.
Por mandato de Pedro José de Villegas se lo elevó bajo la advocación de San José. Presenta añadiduras del siglo XIX y XX, como la capilla de San José de estilo neobarroco.
Desde 1872 se encuentra regentado por las Hermanas de la Caridad de San Vicente de Paul. Esta entidad fue la que administró la fortuna de Villegas para los hijos de Cóbreces.

### Casal de Castro
Casa solariega de estilo barroco del siglo XVIII —sobre otra más antigua— que presenta una fachada y hastíales de sillería, solana entre voladizos y arco de medio punto en el soportal. Está ubicada en la carretera hacia la playa de Luaña, cerca de lo que fuera la Central Lechera.
Hay en la puerta de entrada a la finca que presenta un amplio y rico bosque, un escudo con las armas de Cabeza, Terán, Mier y González, y en su recinto presenta una ermita patrimonial a la que se accede a través de una portalada con un reloj de sol y los blasones de sus fundadores: Ruiloba y Villegas, que también se los visualiza en el piso superior de la casona

### Instituto Agrícola Práctico Quirós
Edificio de tres pisos y plantas rectangular que comenzó a erigirse en 1904 y sería finalizado en 1906, mandado a construir por los hermanos ya nombrados —Antonio y Manuel Bernaldo de Quirós Pomar— sobre la antigua casona del linaje, fundada hacia 1636 por Alonso Fernández de Quirós y Río Concha Barreda.
En la puerta principal tiene un arco de medio punto y sobre ella el blasón de la primitiva casa de la familia antes citada.